# Giải vô địch bóng đá thế giới 2034
Giải vô địch bóng đá thế giới 2034 sẽ là giải vô địch bóng đá thế giới lần thứ 25, với sự tham gia của 48 đội tuyển quốc gia đến từ các liên đoàn trực thuộc FIFA. Giải đấu dự kiến diễn ra tại Ả Rập Xê Út.

## Lựa chọn chủ nhà
Đã có các quốc gia bày tỏ mong muốn đăng cai giải đấu này là Úc, Trung Quốc, Indonesia, Kazakhstan, Malaysia, New Zealand, Ả Rập Xê Út, Singapore và Uzbekistan. Tuy nhiên, Úc và Indonesia lần lượt rút lui vào phút chót và New Zealand cũng như phần lớn các quốc gia thành viên AFC đồng thuận ủng hộ Ả Rập Xê Út đăng cai giải đấu này. Vào ngày 31 tháng 10 năm 2023, Chủ tịch FIFA Gianni Infantino chính thức trao quyền đăng cai World Cup 2034 cho Ả Rập Xê Út, giúp châu Á có lần thứ ba được tổ chức giải đấu này, sau World Cup 2002 tại Nhật Bản và Hàn Quốc và World Cup 2022 tại Qatar, đồng thời là lần thứ hai giải đấu được tổ chức tại Trung Đông sau Qatar năm 2022.

### Bày tỏ quan tâm đến cuộc đấu thầu
Tổng quan về các nước trong việc đấu thầu đăng cai World Cup 2034:
-  ASEAN

-  Australia,  New Zealand,  Indonesia,  Malaysia, và  Singapore

-  Trung Quốc

-  Uzbekistan và  Kazakhstan

## Các đội tuyển

### Vượt qua vòng loại
| Đội         | Tư cách qua vòng loại | Ngày vượt qua vòng loại | Số lần tham dự | Tham dự lần trước | Thành tích tốt nhất |
| ----------- | --------------------- | ----------------------- | -------------- | ----------------- | ------------------- |
| Ả Rập Xê Út | Chủ nhà               | 31 tháng 10 năm 2023    | 7              | 2022              | Vòng 2 (1994)       |